# Планкетт, Джордж Ноубл
Джордж Ноубл Планкетт (англ. George Noble Plunkett, ирл. An Cunta Pluincéid; 3 декабря 1851, Дублин, Соединённое Королевство Великобритании и Ирландии — 12 марта 1948, Дублин, доминион Ирландия) — ирландский государственный деятель, министр иностранных дел самопровозглашенной Ирландской Республики (1919—1921).

## Биография
Джордж Ноубл Планкетт принадлежал к известной норманнско-ирландской семье, давшей Ирландии священника-мученика Оливера Планкетта. Родителями Джорджа были строитель Патрик Джозеф Планкетт (1817 — 1918) и Элизабет Ноубл (Планкетт). Джордж учился во французской Ницце, колледже Clongowes Wood. В 1884 г. окончил Дублинский университет, в котором изучал Ренессанс и средневековое искусство, также получил юридическое образование. Затем много лет прожил за границей, прежде всего в Италии. Занимался адвокатской деятельностью.
В 1884 г. папой Львом XIII Планкетт был назначен уполномоченным по сбору для пожертвований римско-католическому ордену медсестер Piccola compagnia di Maria. Являлся рыцарем ордена Святого Гроба Господнего Иерусалимского.
В 1886 г. становится членом Ирландской коллегии адвокатов, с 1907 по 1916 г. был директором Национального музея Ирландии. Биограф Сандро Боттичелли.
Его сыновья Джозеф, Джордж и Джек были приговорены к смертной казни за участие в Пасхальном восстании, Джозеф был казнен, а Джорджу и Джеку приговор был заменен на 10 лет каторжных работ, оба были освобождены в 1917 г. Сам Джордж Планкетт за участие сыновей в восстании был исключён из рядов Дублинского королевского общества. В том же году он был уволен из музея и выслан в Оксфорд.
В феврале 1917 г. в качестве независимого кандидата он победил на выборах в Палату представителей. В апреле того же года он организовал встречу, на которой после некоторых дебатов было решено создать «Совет девяти», объединяющий всех ирландских националистов под одним знаменем. Также он продолжал создавать клубы «Лиги Свободы». В 1918 г. подвергся аресту. Он был переизбран на всеобщих выборах 1918 г. и присоединился к революционному парламенту (First Dáil), где в течение одного дня в 1919 г. являлся спикером. Затем с 1919 по 1921 г. он формально являлся министром иностранных дел самопровозглашённой Ирландской Республики, хотя фактически заграничные контакты осуществлял Артур Гриффит.
В 1921—1922 гг. Планкетт являлся министром изобразительных искусств, эту должность Имон де Валера создал, чтоб создать впечатление стабильности и прогресса.
После окончания Войны за независимость Ирландии Планкетт присоединился к силам, выступавшим против Англо-ирландского договора и продолжал поддерживать Шинн Фейн, выйдя из Фианна Файл. В 1927 г. потерял место в ирландском парламенте.
Похоронен на кладбище Гласневин.